# 알렉시오스 1세 (트라페준타)

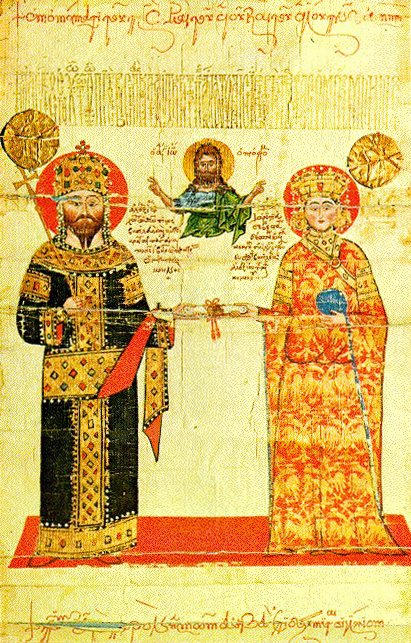

트라페준타의 알렉시오스 1세(그리스어: Αλέξιος Α΄ Μέγας; 1182년 2월 1일 - 1222년)는 트라페준타 제국의 초대 황제(재위: 1204년-1222년)였다.

## 어린 시절
콤네노스 황조의 안드로니코스 1세는 실정으로 말미암아 신민들에게 인심을 잃고, 결국 친척인 이사키오스 2세 앙겔로스에게 제위를 빼앗긴다. 안드로니코스 1세와 그 아들, 마누엘은 살해당하였다. 마누엘의 부인이었던 조지아의 왕녀 루수단은 두 아들, 알렉시오스와 다비드를 데리고 흑해 동안으로 이사키오스의 추격을 피해 도망치는 데 성공하였다. 그 곳에서 조지아 왕실의 도움을 받으며 두 명의 청년은 자신들이 잃었던 제국을 되찾을 야망을 키웠다. 루수단의 언니이자 조지아의 위대한 여왕 타마르 1세는 이들을 전폭적으로 지원해주어, 이들은 마침내 트라페주스, 카스타모니를 포함한 파플라고니아와 폰토스의 지배권을 손에 넣을 수 있었다.

## 황제가 되다

### 영토 확장
제4차 십자군의 콘스탄티노폴리스 함락은 동로마 세계 뿐 아니라, 가톨릭 세계, 이슬람 세계에도 하나의 커다란 충격이었다. 그는 제4차 십자군이 세운 라틴 제국의 상황을 지켜보며, 다비드에게 군대를 주어 서쪽으로 진격하게 했다. 니케아 제국과 라틴 제국이 혼란에 빠져있는 틈을 타, 다비드는 군대를 이끌고 헤라클레아를 점령했다. 이렇게 되자, 십자군과 니케아의 잔존 세력의 힘이 자신에게 미치지 않는다고 판단하고 트라페주스에서 "로마인들의 황제"를 칭하고 동생인 다비드 콤네노스는 "폰토스와 파플라고니아의 주인"이라고 자칭하였다. 또한 자신들의 성을 콤네노스에서 메가스 콤네노스, 즉 대 콤네노스라고 바꾸었다. 여기서 멈추지 않고, 트라페주스에서 동쪽으로 좀 더 뻗어나가 오랜 동맹자인 조지아 왕국과 국경을 맞대었다. 그리고 동로마 제국에 충성을 바쳐오다 제국이 니케아로 쫓겨난 후 혼란에 빠져있던 동로마령 크림반도(카파 제외, 카파는 베네치아령에 귀속)를 자국령으로 편입하여 흑해의 남북 양안에 영토를 갖게 되었다. 트라페주스인들은 이 영토를 "페라테이아", 즉 바다 저편의 땅이라고 불렀다.

### 영토 확장의 실패
1205년, 다비드는 군대를 보내 니코메데이아를 공격하게 했다. 이곳은 콘스탄티노폴리스에서 무사히 도망쳐나온 유능한 황족이었던 테오도로스 라스카리스에게 충성을 바치던 곳이었다. 정통 황제는 트라페주스의 알렉시오스 뿐임을 표방하는 트라페주스 제국군은 니케아 제국군에게 대패하였다. 다비드는 헤라클레아가 제국의 서쪽 국경임을 인정할 수밖에 없었다. 다비드는 라틴 제국과 동맹을 맺고 테오도로스를 공격하려 하였으나, 라틴인들은 신흥 불가리아의 공격을 받아 구원할 여력이 없었다. 알렉시오스가 기거하던 트라페주스는 이때 룸 셀주크의 술탄에게 공격받기도 한다. 이 승리의 여파로 테오도로스는 1205년부터 이미 정통 황제를 칭해오긴 했지만, 1208년에 다시 대관식을 올리고 콘스탄티노폴리스 총대주교의 집전 하에 정식으로 제위에 올라 정통 황제의 계승을 표방함으로써, 콘스탄티노폴리스에 콤네노스 황조를 재건하려는 시도는 실패하였다. 다비드 콤네노스는 결국 잇달은 패배 끝에 테오도로스에게 붙잡혔다. 그는 아토스산에서 수도사로 살다가 1214년 죽은 것 같다. 워낙 급조된 제국이다 보니 통치 체제나 방어 전선이 효과적으로 짜여있지 못하였다. 이 때를 틈탄 셀주크 투르크의 공격으로 1214년 트라페주스가 시노페를 상실하게 됨으로써, 제국이 영원히 약소국으로 전락하고 말았다. 이때 시노페에 머무르고 있던 알렉시오스 1세는 포로가 되고 말았다.

### 말년
룸 셀주크 왕조의 유능한 술탄인 케이카워스 1세(1211~1220)는 그의 석방과 시노페 동쪽의 트라페주스 제국령은 공격하지 않을 것을 조건으로, 매년 공물과 병력 차출, 그리고 신종의 예를 표할 것을 요구했다. 알렉시우스 1세는 반대할 도리가 없었다. 케이카워스 1세는 룸 셀주크인들의 오랜 염원이었던, 흑해 방면 항구 영유에 성공한 것을 자축하여 자신의 업적을 아랍어와 그리스어 두 문자로 새겨 영원히 기억하게 했고, 이것은 지금도 시노페에 남아있다. 또, 케이카워스는 여기서 멈추지 않고 당시 동로마 세력이 점유하고 있던 아탈레이아 역시 점령함으로써 룸 셀주크 왕조는 지중해 방면 항구 역시 가지게 되었다. 이로써 소아시아의 지배권이 룸 셀주크 왕조에게 넘어갔음은 자명해졌다. 그는 그 후 트라페주스에 틀어박혀 나오지 않은 것 같다. 트라페주스는 그 자체로 풍요롭고 방어에도 좋은 곳이었기 때문에, 이후 그는 그곳에서 내정에만 전념했던 것 같다. 그가 생전에 이뤄놓은 것 중에, 크림반도와 트라페주스 본토 만 그가 죽을 때 트라페주스 제국의 손에 남아있었다.
1222년, 그는 40세의 나이로 죽으면서 아들들에게 제위를 물려주지 않고 사위 안드로니코스 기도스에게 제위를 물려주었다.
| 전임 (초대) | 트라페준타 제국의 황제 1205년 - 1222년 | 후임 안드로니코스 1세 |